# 伊拉基·巴西里
伊拉基·巴西里（英語：Iraj Bashiri，Template:PerB；1940年7月31日—），美国明尼苏达大学历史系教授，是中亚与伊朗研究领域上的学术大家之一。他精通英语、波斯语、塔吉克语及几种突厥语。巴西里所从事的研究与翻译工作对于大多数以俄语为主的中亚研究社团而言是可望而不可及的。巴西里的研究生涯原聚焦于波斯，后转为研究塔吉克族群的认同，以及中亚塔吉克族群及突厥族群之间的关系，即乌兹别克族群。